# Marianne Jouvenel
Marianne Jouvenel, de son vrai nom Marie Anne Muscerak-Jouvenel,  née le 22 décembre 1924 à Beaumont-sur-Oise et morte le 27 février 2012 dans le 15e arrondissement de Paris, est une nageuse française spécialisée en nage libre.
Elle est championne de France de natation sur 100 mètres nage libre  en 1941, 1942 et 1943 et sur 400 mètres nage libre en 1941, 1942, 1943 et 1944.